# Сім'яне
Сім'яне́ (до 1948 — Беш-Аран, крим. Beş Aran) — село Білогірського району Автономної Республіки Крим.

## Населення

### Мова
Розподіл населення за рідною мовою за даними перепису 2001 року:
| Мова                | Відсоток |
| ------------------- | -------- |
| російська           | 65,55 %  |
| кримськотатарська   | 13,8 %   |
| українська          | 4,4 %    |
| інші/не визначилися | 16,25 %  |

1. ↑  Рідні мови в об'єднаних територіальних громадах України — Український центр суспільних даних